# D.H.T.
I D.H.T. (abbreviazione di Dance.House.Trance) sono un gruppo musicale belga.

## Storia
Il gruppo è nato nel 2003 dall'unione della cantante Edmée Daenen (nata il 25 marzo 1985 a Kortrijk) e del musicista e disc jockey Flor Theeuwes (nato il 28 luglio 1976 a Turnhout). Il loro primo singolo, Listen to Your Heart (cover di un famoso brano del gruppo pop svedese Roxette), fu pubblicato da Data Records il 30 novembre 2003. Il singolo raggiunse rapidamente la Top 10 in tre paesi (in Francia e Regno Unito al 7º posto, negli Stati Uniti all'8º; il duo è uno dei pochissimi artisti che abbiano mai raggiunto la top 10 della Billboard Hot 100 con un singolo trance), e negli Stati Uniti si aggiudicò anche il disco d'oro. Il secondo singolo, My Dream, fu pubblicato il 13 giugno 2004, e non entrò in nessuna classifica estera (nella classifica belga Ultratop 50 arrivò comunque al 39º posto). Dopo una pausa, venne pubblicato il terzo singolo, Driver's Seat (cover del gruppo rock inglese Sniff 'n' the Tears), il 23 gennaio 2005, e poco dopo il quarto, Sun "teuduh-duh-te-te", l'8 giugno 2005; il primo raggiunse la 33º posizione nella classifica Ultratop, mentre il secondo non entrò neanche in classifica. Il 18 luglio venne pubblicato il primo album del gruppo, Listen to Your Heart, contenente anche i singoli Listen to Your Heart e Driver's Seat. L'album fu un grande successo, e il 23 gennaio 2006 fu pubblicato l'EP Listen to Your Heart - UK Remixes, contenente quattro remix dell'omonimo brano. Poco dopo, il 1º febbraio, venne pubblicato il singolo Someone. Questi si rivelò il loro singolo meno venduto, non raggiungendo la top 50 nemmeno in Belgio. Le vendite del gruppo si risollevarono col singolo successivo, I Go Crazy (cover del cantautore statunitense Paul Davis), che raggiunse la 3º posizione in Belgio; entrò anche in alcune classifiche estere, sebbene senza raggiungere posizioni molto elevate (76º posizione in Francia, 56º nei Paesi Bassi). Il singolo (pubblicato il 19 marzo) venne poi remixato in cinque nuove verisioni, pubblicate il 22 giugno all'interno dell'EP I Go Crazy - The Remixes. Pochi giorni dopo, il 30 giugno, vennero pubblicati due nuovi album dal duo: Listen to Your Heart - Dance e Listen to Your Heart - Unplugged. Entrambi gli album contengono gli stessi brani del loro primo album: Dance in nuove versioni remixate, Unplugged in versioni soft e acustiche.
Il 31 luglio 2007, dopo un anno di silenzio, venne pubblicato un nuovo singolo, I Miss You, nella versione apparsa in Listen to Your Heart - Unplugged.
Dopo un altro anno di silenzio, il duo pubblicò un altro singolo, Heaven Is a Place on Earth (cover di Belinda Carlisle), il 14 ottobre 2008.

## Formazione
- Edmée Daenen – voce (2003 - presente)
- Flor Theeuwes – pianoforte, tastiere, programmazione, cori (2003 - presente)

## Discografia

### Album
- Listen to Your Heart (2005)
- Listen to Your Heart - Dance (2006)
- Listen to Your Heart - Unplugged (2006)

### EP
- Listen to Your Heart - UK Remixes (2006)
- I Go Crazy - The Remixes (2006)

### Singoli
- Listen to Your Heart (2003)
- My Dream (2004)
- Driver's Seat (2005)
- Sun "teuduh-duh-te-te" (2005)
- Someone (2006)
- I Go Crazy (2006)
- I Miss You (2007)
- Heaven Is a Place on Earth (2008)
- Your Touch (2009)
- Bonkers (2010)